# Idioma achomi
El idioma achomi o lari es una lengua indoeuropea de la rama suroccidental de las lenguas iranias occidentales, que se habla en el sur de Irán, es decir, en el sur de las provincias de Fars y Kermán, el este de la provincia de Bushehr y en Hormozgán, así como entre pueblos no árabes de otros países del golfo pérsico.

## Nomenclatura
Se compone de dos palabras A plus chom: chom en Achomi es lo mismo que cheim en persa antiguo;
En persa antiguo, cheim significa:
sentido. Concepto. Espíritu de contenido || Y también dicen el significado de que el alma es la palabra, qué palabra se toma como el cuerpo y el significado se toma como el alma. (Prueba definitiva: Moein-Amir Kabir 1357 sáb 657)
Aparentemente, la combinación de Achomi significa significativo, claro, ordenado y ordenado.

## antecedentes históricos
Como se puede ver, el idioma achomi ha existido en Irán desde la época del Imperio aqueménida, aún conserva su conexión con el idioma pahlavi;
Además de los idiomas que se hablan en el Imperio Sasánida, también se hablaba en un área llamada Irahestan y ahora se conoce como una de las siete raíces del idioma persa;

## Cómo gastar verbos
De la fuente de onda
| Yo vine    | ma' onda'm | Vinimos    | amã ondem    |
| Usted vino | ta' ondesh | Usted vino | shomã ondé   |
| El vino    | hé hond    | vinieron   | heyshu ondet |
| ---------- | ---------- | ---------- | ------------ |

## Algunas conversaciones cotidianas
- ¿Estás bien?: khash hesh?
- Ven y siéntate a mi lado: beda' ma had vēni
- ¿Dónde estás?: ko hesh?
- bienvenidos: khash ondestesh
- esperanza a dios: va omid e khodã
- Te quiero mucho: ma' bori khãterot mahe
- ¿Bebes té / agua?: ãyã chãi/hw adakhoresh?
- ¿Necesitas algo?: a chei neyãz otha?
- quiero dormir: mahe vēkhata'm
- ¡Vamos! Que la mano de Dios esté contigo: vēcha' a dast e khodã

## Investigaciones
Ahmad Eghtedari y Lotfali Khonji han realizado una extensa investigación sobre este idioma.Ma Lachanova, una lingüista contemporánea rusa, también cree que Kumzari es uno de los dialectos de Achomi.